# Муромский городок
Му́ромский городо́к — археологический памятник в Ставропольском районе Самарской области, условное название средневекового города и сложившееся название  современного городища.

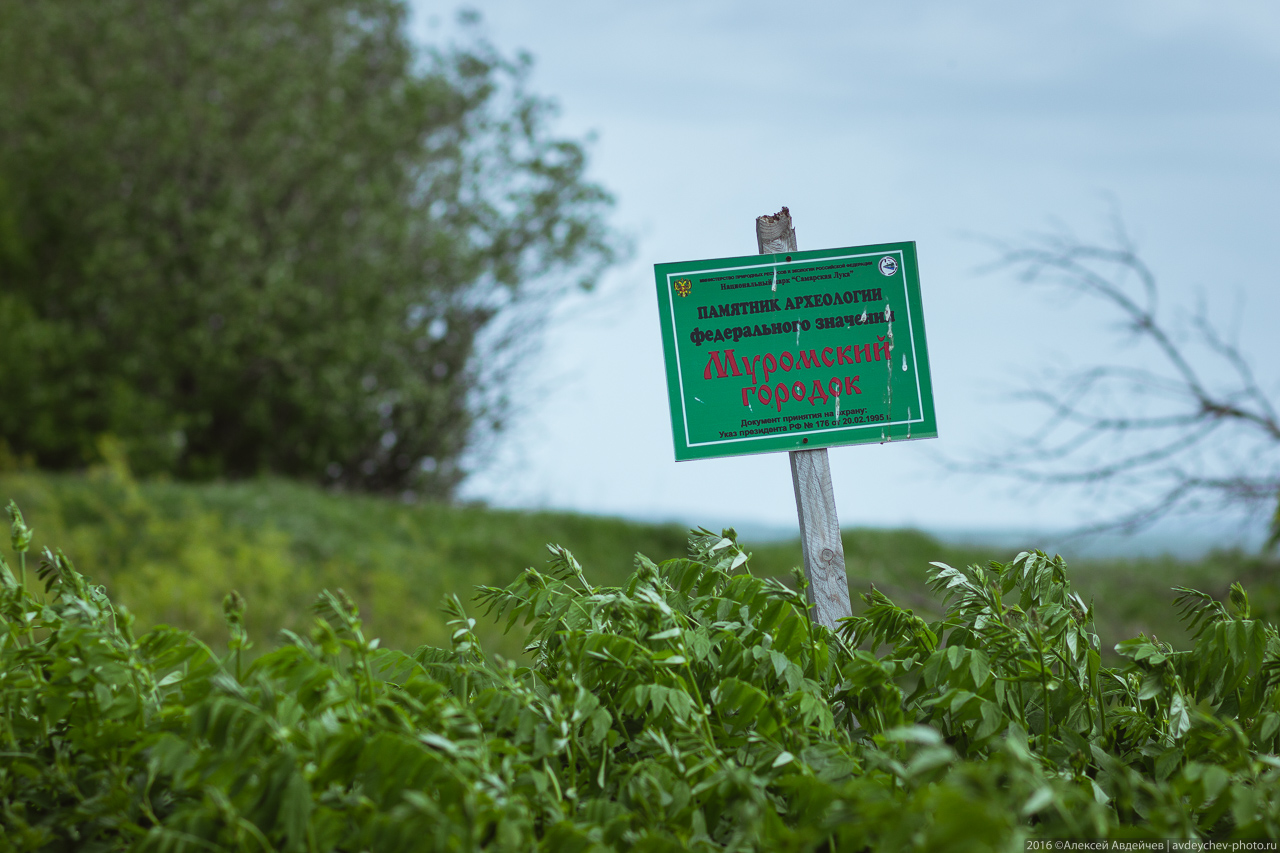
Обозначение памятника

## История
Первые поселения появились в этой местности уже в VIII—IX веках. Они принадлежали булгарам.
Муромский городок — условное название крупного булгарского города, появившегося в X веке между современными сёлами Валы и Жигули. Подлинное название города пока остаётся неизвестным. «Муромским» его прозвал один из первых исследователей Самарской Луки П. С. Паллас ещё в XVIII веке, взяв за основу древнерусское слово «муром» — «крепость».
В конце X — начале XIII веков это была большая пограничная крепость Волжской Булгарии, обеспечивавшая безопасность проходивших по Волге торговых путей.

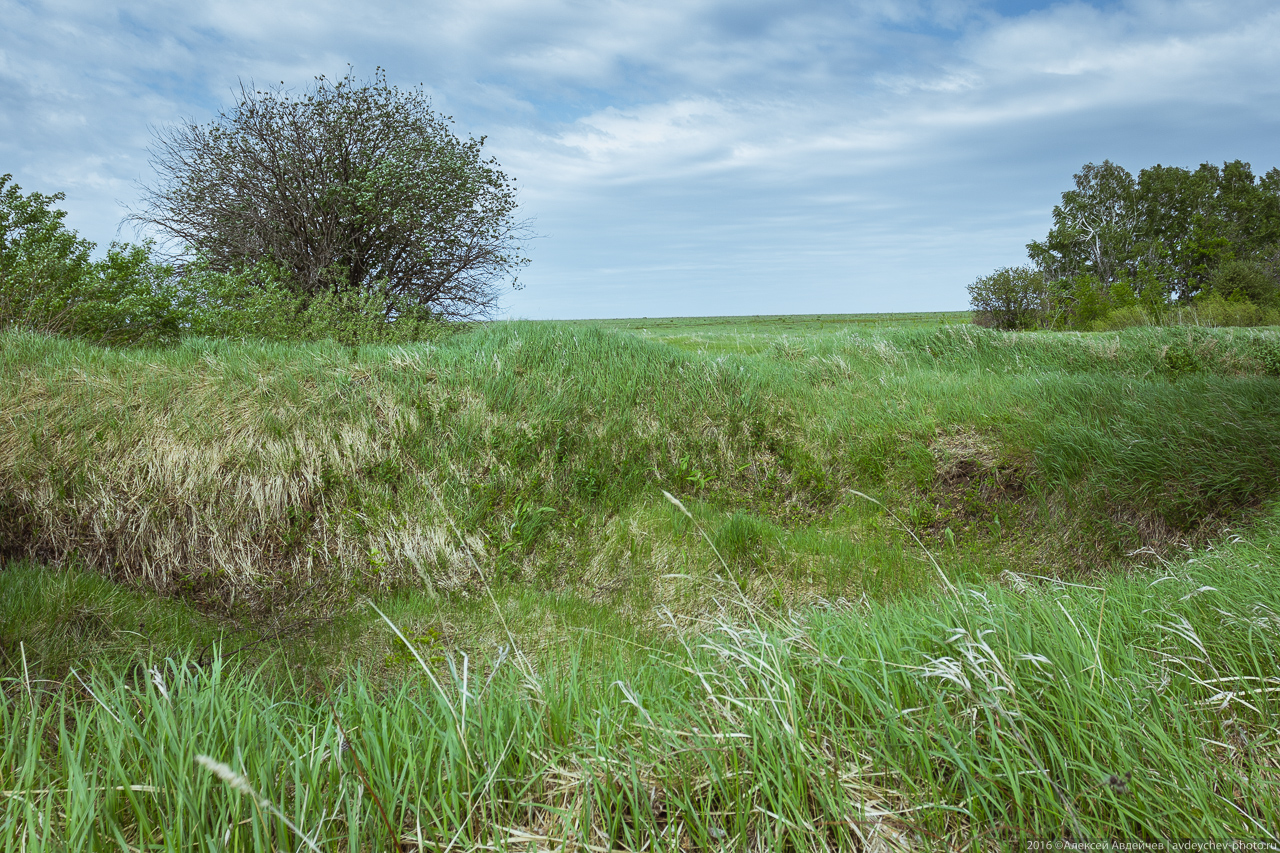
Остатки укреплений города

В XII веке площадь города составляла 150 га, а вместе с пригородами, окрестными селами и слободами свыше 300 га. По оценкам специалистов максимальная численность населения достигала 10 тысяч человек.
Город был обнесён двумя линиями укреплений, состоящих из валов и рвов. В различных местах города находились кирпичные здания, вероятно, бани, и мечети.
В 1236 году город был полностью разрушен и сожжён войсками Батыя. Видимо, это был один из первых городов на пути монгольской армии. О его внезапной гибели свидетельствует мощный слой пожарища и находки скелетов погибших горожан с застрявшими в костях наконечниками монгольских стрел. Сожжены были и окрестные села. После этого город никогда не восстанавливался.

## Археологические находки

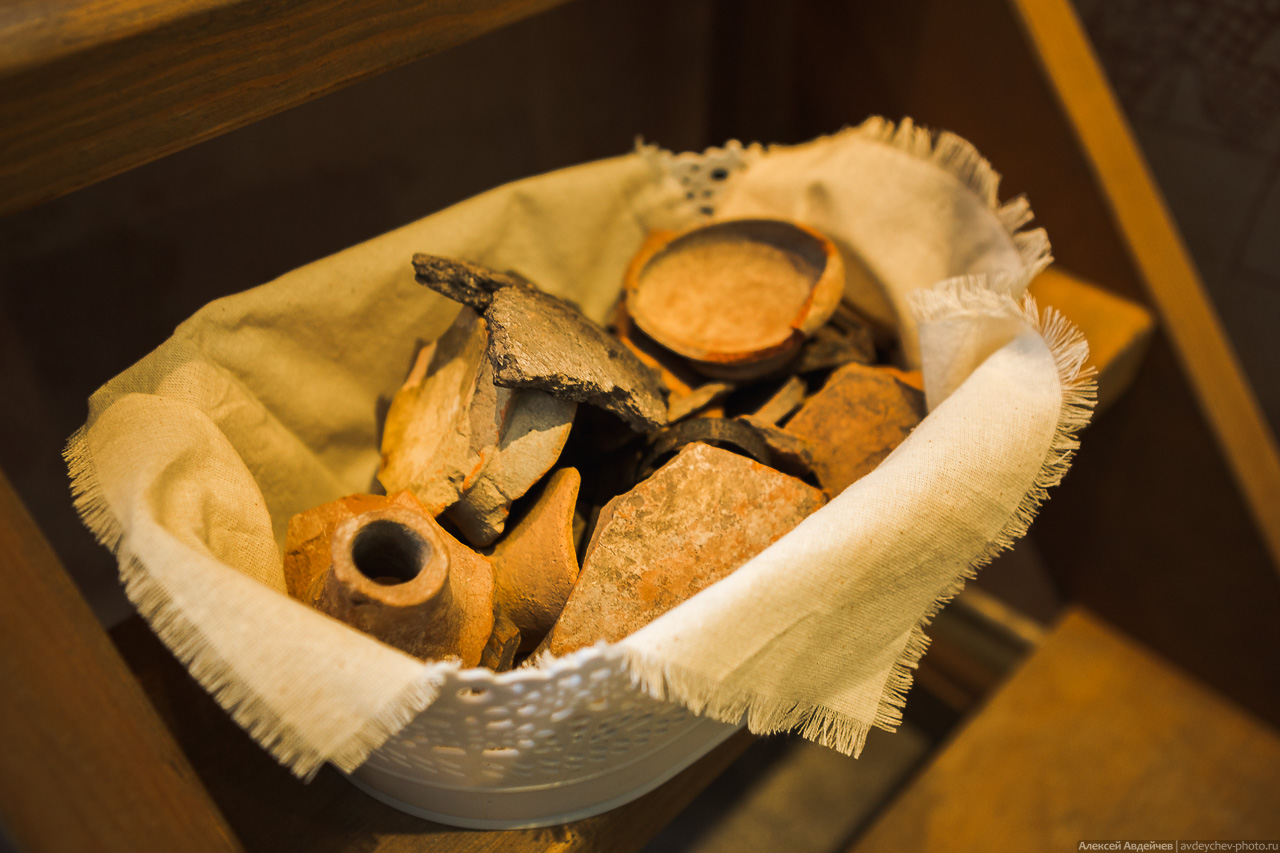
Фрагменты посуды, найденной при раскопках

Впервые город был описан участниками академических экспедиций XVIII века И. И. Лепёхиным и П. С. Палласом. Сведения о нём также имеются в работе К. И. Невоструева «О городищах древнего Волжско-Болгарского и Казанского царств» (1871 год). Упоминается он и В. Н. Поливановым в «Археологической карте Симбирской губернии» (1900 год).
Первые раскопки Муромского городка были проведены экспедицией Общества археологии, истории, этнографии и естествознания под руководством В. В. Гольмстен в 1928—1929 годах. В начале 1970-х годов работы на городище возобновились, и именно тогда было получено много интересных сведений, позволяющих восстановить картину жизни и смерти обитателей этого поселения.
Поскольку других поселений на этом месте не было, то учёными было сделано немало интересных находок, позволяющих воссоздать жизнь города. Постоянно находят остатки деревянных и каменных построек, наконечники стрел и копий, посуду и украшения.
Город являлся крупным ремесленным центром на юге Волжской Булгарии. В западной части города находились ремесленные кварталы. При раскопках обнаружены следы плавильных печей, гончарных горнов, медных и ювелирных мастерских.
Помимо ремёсел горожане занимались земледелием и скотоводством. Об этом свидетельствует большое количество найденных костей домашних животных, немало земледельческих орудий: лемехи и резаки плугов, сошники, косы-горбуши, серпы, мотыги. Были найдены следы развития рыболовства: найдены как орудия лова, так и кости рыб, в том числе и осетровых.
Благодаря выгодному расположению хорошо была развита торговля. Во время раскопок найдено множество привозных вещей: посуда из Средней Азии, украшения из Византии, пряслица, изготавливавшиеся в древнерусском городе Овруче близ Киева.
Ценной находкой является найденная германская монета XI века, свидетельствующая о существовании торговых отношений Булгарии с Западной Европой.
В 2004 году археологами был обнаружен погреб, где были интересные находки: ключ от древнего замка, украшения, а также древние «памперсы» для мальчиков, в виде полой кости с соответствующими отверстиями.
На южной окраине города найдено кладбище, погребения совершались по мусульманскому обряду.

### Отопление
Главной особенностью города является совершенно нетипичная для древней Руси система отопления зданий. Принцип её действия следующий: к зданиям, построенным из кирпича и известняка, примыкала топка, соединявшаяся магистральным каналом с системой дымоходов, в которых были проложены глиняные трубки. Горячий воздух из топки, проходя по трубам, обогревал не только полы во всем здании, но и специальные каменные диваны. Ученые предполагают, что данная технология была позаимствована у древних римлян. По такому же принципу работают современные «тёплые полы».